# Communauté de communes Paimpol-Goëlo
La communauté de communes Paimpol-Goëlo est une ancienne communauté de communes française, située dans le département des Côtes-d'Armor, en région Bretagne.

## Histoire
La communauté de communes Paimpol-Goëlo a été créée le 23 décembre 1996 par arrêté préfectoral et a succédé au SIVOM du Goëlo.
Elle disparait le 31 décembre 2016 en fusionnant avec six communautés de communes pour former une nouvelle communauté d'agglomération, sous le nom de Guingamp Paimpol Armor Argoat Agglomération.

## Territoire communautaire

### Géographie
Située dans le pays historique du Goëlo et du Trégor-Goëlo au sens de la loi Voynet, la communauté de communes regroupait six des sept communes du canton de Paimpol et trois communes du canton de Plouha (Lanleff, Lanloup et Pléhédel).

### Composition
Elle était composée des 9 communes suivantes :
| Nom              | Code Insee | Gentilé          | Superficie (km2) | Population (dernière pop. légale) | Densité (hab./km2) |
| ---------------- | ---------- | ---------------- | ---------------- | --------------------------------- | ------------------ |
| Plourivo (siège) | 22233      | Plourivotains    | 28,35            | 2 230 (2014)                      | 79                 |
| Kerfot           | 22086      | Kerfotais        | 5,71             | 698 (2014)                        | 122                |
| Lanleff          | 22108      | Lanleffois       | 2,16             | 116 (2014)                        | 54                 |
| Lanloup          | 22109      | Lanloupais       | 2,45             | 253 (2014)                        | 103                |
| Paimpol          | 22162      | Paimpolais       | 23,61            | 7 199 (2014)                      | 305                |
| Pléhédel         | 22178      | Pléhédelais      | 12,36            | 1 278 (2014)                      | 103                |
| Ploubazlanec     | 22210      | Ploubazlanecains | 15,04            | 3 029 (2014)                      | 201                |
| Plouézec         | 22214      | Plouézecains     | 27,87            | 3 251 (2014)                      | 117                |
| Yvias            | 22390      | Yviasais         | 11,61            | 764 (2014)                        | 66                 |

### Démographie
| 1999   | 2006   | 2009   | 2011   | 2012   |
| ------ | ------ | ------ | ------ | ------ |
| 19 525 | 19 785 | 19 687 | 19 691 | 19 425 |

## Administration

### Siège
Le siège de la communauté de communes était à Plourivo, 2 rue Lagadec.

### Conseil communautaire
Les 36 conseillers titulaires étaient répartis selon le droit commun comme suit :
| Nombre de conseillers | Communes         |
| --------------------- | ---------------- |
| 12                    | Paimpol          |
| 6                     | Plouézec         |
| 5                     | Ploubazlanec     |
| 4                     | Plourivo         |
| 3                     | Pléhédel         |
| 2                     | Kerfot, Yvias    |
| 1                     | Lanleff, Lanloup |

### Élus
La communauté de communes était administrée par un conseil communautaire constitué en 2014 de 36 conseillers communautaires.
À la suite des élections municipales de 2014 dans les Côtes-d'Armor, le conseil communautaire du 15 avril 2014 avait élu son président, Jean-Yves de Chaisemartin, maire de Paimpol, ainsi que ses 8 vice-présidents. La liste des vice-présidents était alors la suivante :
|     | Attributions                                      | Identité               | Qualité                                  |
| --- | ------------------------------------------------- | ---------------------- | ---------------------------------------- |
| 1er | Développement du territoire, urbanisme et habitat | Philippe Coulau        | Conseiller municipal délégué de Plouézec |
| 2e  | -                                                 | Jean-Claude Vitel      | Maire de Kerfot                          |
| 3e  | -                                                 | Yannick Le Bars        | Maire de Lanloup                         |
| 4e  | -                                                 | Josette Connan         | Maire de Lanleff                         |
| 5e  | -                                                 | Anne Deltheil          | Maire de Pléhédel                        |
| 6e  | -                                                 | Jean-Pierre Le Normand | Adjoint au maire de Ploubazlanec         |
| 7e  | -                                                 | Jeannette Rolland      | Conseillère municipale de Plourivo       |
| 8e  | -                                                 | Jean-François Guillou  | Maire d'Yvias                            |

### Liste des présidents
| Période    | Période       | Identité                  | Étiquette | Qualité                                                                          |
| ---------- | ------------- | ------------------------- | --------- | -------------------------------------------------------------------------------- |
| 1997       | avril 2001    | Jean Mérel                | DVG       | Premier adjoint au maire de Ploubazlanec (1995 → 2001)                           |
| avril 2001 | avril 2008    | Jean-Paul Pochard         | DVD       | Maire de Paimpol (2004 → 2008)                                                   |
| avril 2008 | avril 2014    | Maurice Goarin            | PS        | Maire de Lanleff (2001 → 2014)                                                   |
| avril 2014 | décembre 2016 | Jean-Yves de Chaisemartin | PR-UDI    | Maire de Paimpol (2008 → 2020) Conseiller départemental de Paimpol (2015 → 2021) |

### Compétences

#### Compétences obligatoires
- L'aménagement de l'espace
- Le développement économique

#### Compétences optionnelles
- La protection et la mise en valeur de l’environnement
- La politique du logement et du cadre de vie, le logement social
- La création, l’aménagement et l’entretien des voies de distribution et leurs parkings, des zones d’activités communautaires et des équipements communautaires
- La construction, l’entretien et le fonctionnement d’équipements sportifs à caractère intercommunal
- La politique de la petite enfance
- L’action sociale et le soutien à l’emploi
- Les équipements et services publics
- Les énergies renouvelables et la communication
- La production et la distribution d’eau potable, l'assainissement collectif et non collectif
- Le transport public
- La coopération décentralisée hors jumelage et subventionnement des opérations d’urgence humanitaire
- La lutte contre les animaux nuisibles

Pour la gestion des déchets, la communauté de communes est adhérente au Smitred Ouest d'Armor et désigne des délégués pour siéger au Comité Syndical de celui-ci. Les déchets sont traités dans les différentes installations du Smitred Ouest d'Armor.